# Mosquée Dongguan
La Grande Mosquée Dongguan de Xining (chinois simplifié : 东关清真大寺 ; pinyin : Dōngguān Qīngzhēndàsì ; litt. « Grande mosquée du passage Est »), est située dans la zone urbaine du District de Chengdong à Xining, dans la province de Qinghai en Chine. 
La mosquée Dongguan a une histoire de plus de 600 ans. Elle est l'une des plus importantes mosquées de la région nord-ouest de la Chine. L'architecture de la mosquée est une fusion entre influences chinoise et d'Asie centrale avec ses dômes verts. 
Elle est classée depuis le 27 mai 1986, dans la 4e liste des sites historiques et culturels majeurs protégés au niveau du Qinghai (zh), ainsi que depuis le 5 mars 2013, dans la 7e liste des sites historiques et culturels majeurs protégés au niveau national, pour la province du Qinghai.

## Gallery

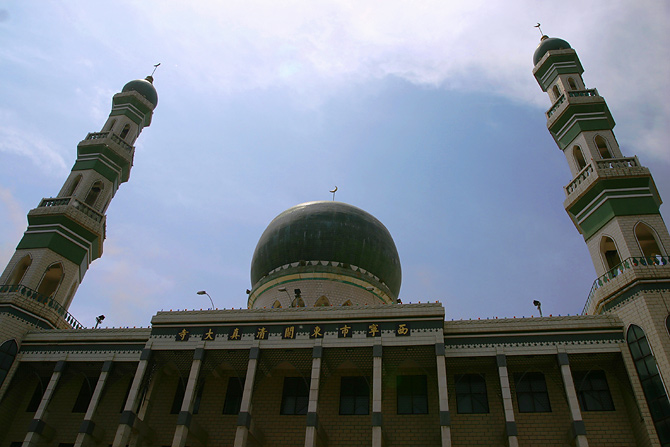
Bâtiment principal
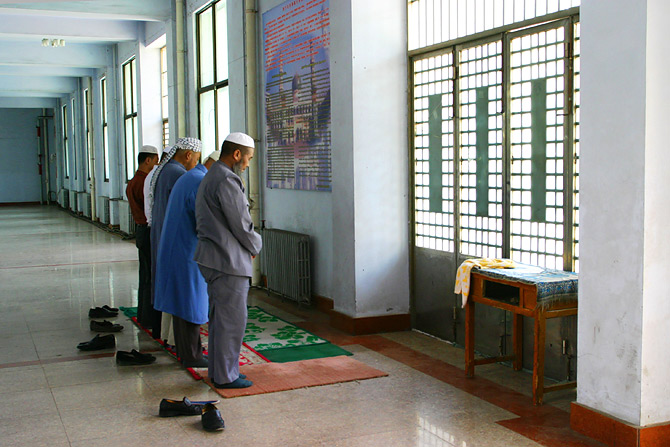
Fidèles priant dans la mosquée.
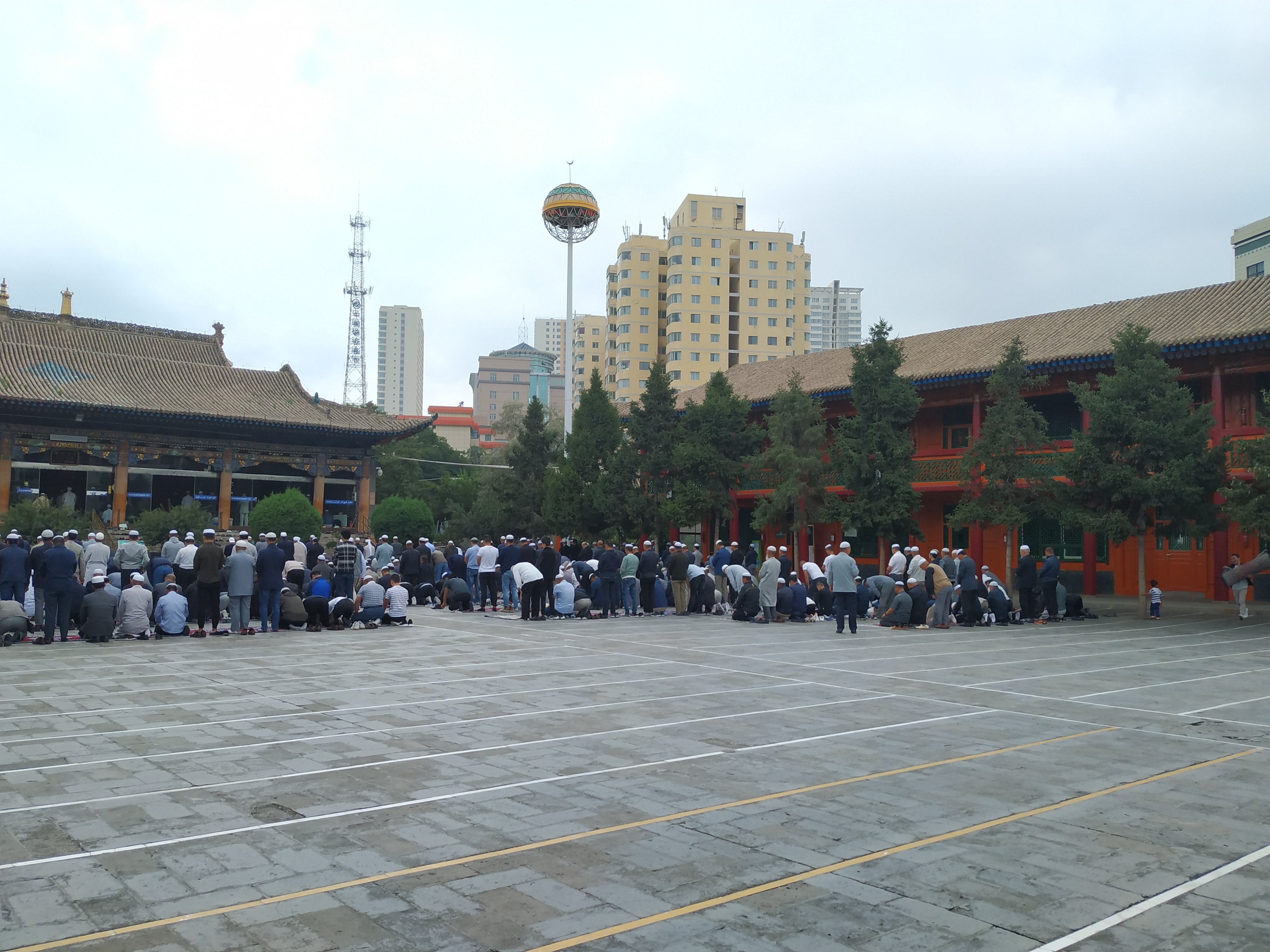
Fidèles priant dans la cour
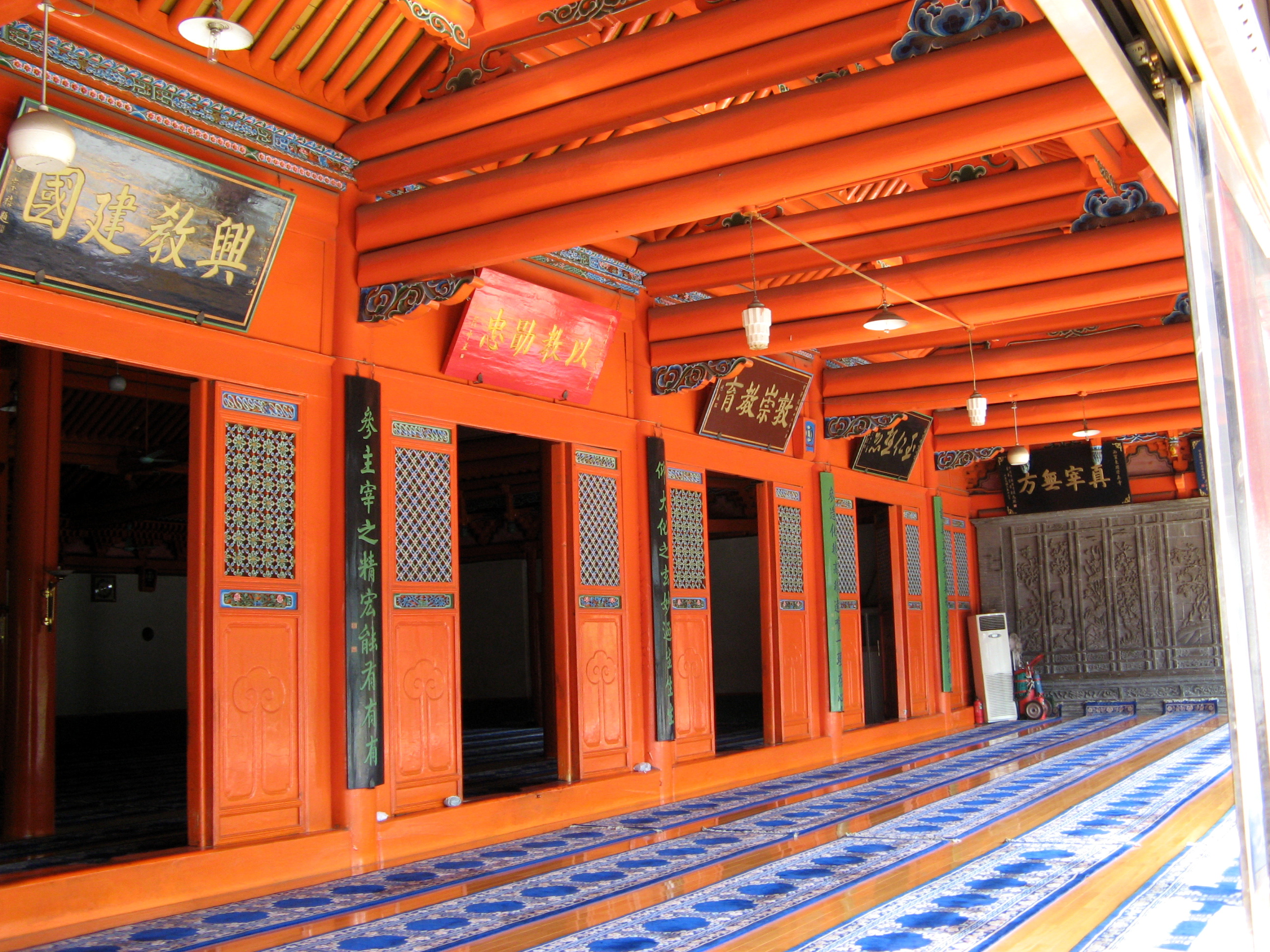
Hall de prière
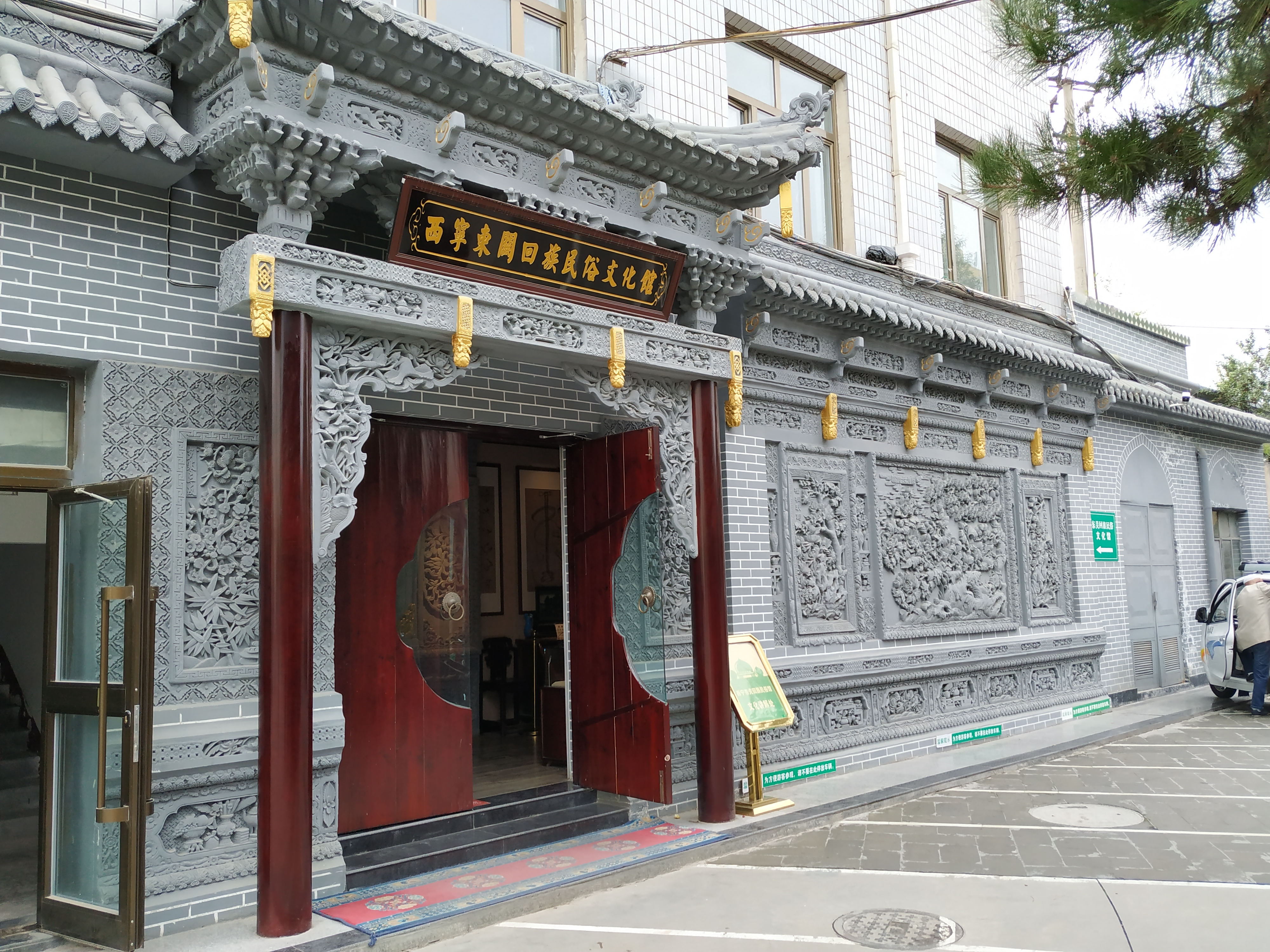
bâtiment annexe
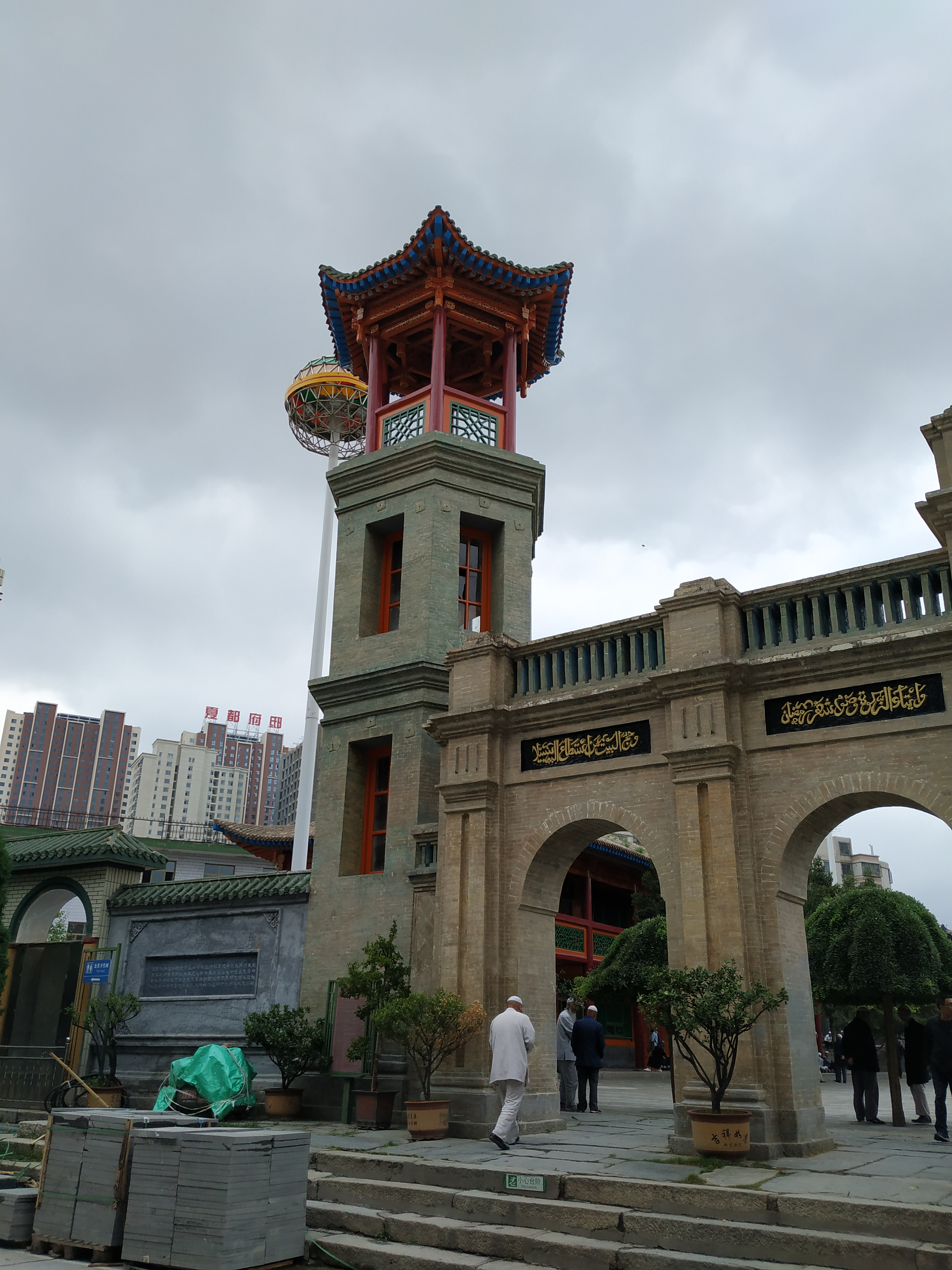
portail d'entrée de la cour.